# Eisstadion Badrutts Park
Eisstadion Badrutts Park je stadion ve Svatém Mořici ve Švýcarsku. Pojme 4 000 diváků. Byl centrem dění během Zimních olympijských hrách v roce 1928 a 1948.
V roce 1925 se zde konalo Mistrovství Evropy v rychlobruslení mužů. Při Zimních olympijských hrách v roce 1928 se zde kromě zahajovacího a závěrečného ceremoniálu také soutěžilo v krasobruslení, ledním hokeji a rychlobruslení. Stejné využití našel při Zimních olympijských hrách 1948; konal se zde zahajovací i závěrečný ceremoniál a závodilo se zde v krasobruslení, ledním hokeji a rychlobruslení.
V současné době je pozemek, na kterém je stadion postavený, majetkem umělce a designéra Rolfa Sachse a budova stadionu a sousední budovy slouží jako jeho vlastní dům.